# طوطی طوق‌گردن استرالیایی
طوطی طوق‌گردن استرالیایی (نام علمی: Barnardius zonarius) یک طوطی بومی استرالیا است. به‌جز مناطق گرمسیری و کوهستانی شدید، این گونه با همه شرایط سازگار شده است. بررسی‌های سردهٔ Barnardius در گذشته دو گونه را شناسایی کرده است، طوطی طوق‌گردن پورت لینکلن (Barnardius zonarius) و طوطی طوق‌گردن مالی (Barnardius barnardi)، اما به دلیل اینکه این طوطی‌ها به آسانی در پهنهٔ برخورد با یکدیگر جفت‌گیری می‌کنند، معمولاً به عنوان یک گونه تکی B zonarius با توصیف‌های زیرگونه‌ای در نظر گرفته می‌شوند. اکنون، چهار زیرگونه شناخته شده است که هر کدام دارای محدودهٔ پراکندگی مشخصی هستند.